# Richard A. Lupoff
Richard Allen "Dick" Lupoff (Brooklyn, Nueva York, 21 de febrero de 1935-Berkeley, California, 22 de octubre de 2020) fue un autor y editor estadounidense, principalmente de ciencia ficción con sesgos de humor y sátira. Además de escribir novelas y más de 40 cuentos, editaba antologías de ciencia ficción y fantasía. Fue experto en la obra de Edgar Rice Burroughs y también de la de H. P. Lovecraft

## Biografía

### Primeros años
Lupoff comenzó su carrera en los años 50 en varios grupos o fandoms y en  fanzines como  Xero,  el cual editaba a principios de los 60 junto a su esposa Pat y Bhob Stewart.  Recibió el  Premio Hugo  por   Hugo al mejor fanzine en 1963. Contaba con contribuciones de Dan Adkins, James Blish, Lin Carter, Avram Davidson, L. Sprague de Camp, Roger Ebert ( con apenas 19 años), Harlan Ellison, Ed Gorman, Eddie Jones, Roy G. Krenkel, Frederik Pohl y Bob Tucker. En 2004 fue publicada por Tachyon Publications  una antología de tapa dura titulada “Lo mejor de Xero”, (The Best of Xero), coeditada con Pat Lupoff  prologada por Roger Ebert. También fue nominada a los Premios Hugo.
Lupoff también escribió reseñas para el fanzine Algol,  y fue editor póstumo de Edgar Rice Burroughs para Canaveral Press. Esta función lo llevó a escribir la biografía de 1965 (reimpresa en 2005 por la  ‘University of Nebraska Press' Bison Books):
Antes de dedicarse a tiempo completo a la literatura, había trabajado en empresas de tecnologías informáticas, IBM entre ellas.

### Obra

#### Ficción
Comenzó a publicar ficción en el año 1967, con la novela “Un millón de siglos”, seguida de “Vuelan las sagradas locomotoras” (1971) y “Dentro del éter” (1974)
Escribió con seudónimos como Ova Hamlet, el cual usaba frecuentemente para las parodias.
Su escritura se caracteriza por el pastiche, el usar estilos y universos creados por otros escritores y la recursividad, en el sentido de que a menudo incluye amigos y otros autores como personajes.
Entre sus obras más conocidas se encuentran la duología constituida por “Circumpolar!” (1984) y Countersolar! (1985).
Su novela “Espada del demonio” fue nominada para el premio Nebula de Novela de 1977. Robert Silverberg la describe como “una extraña fábula que entrecruza géneros"
Entre sus relatos se destaca "12:01 PM" publicada en diciembre de 1973 en The Magazine of Fantasy & Science Fiction, el cual fue adaptado como cortometraje, nominado al Oscar, en 1990 y luego como un largometraje de televisión en 1993. Lupoff aparece como extra en ambas películas.
El tema en cuestión es el tiempo circular, o rebote del tiempo, tema que fue tomada para la película Día de la marmota. Lupoff y Jonathan Heap, comenzaron el litigio por plagio a Columbia Pictures, pero seis meses después desistieron.
Su nouvelle “Después de soñar” y su relato “Navega la marea del luto” recibieron el premio Hugo de 1975 y 1976 respectivamente. Su primera colección de relatos de misterio es  Quintet: Los casos de Chase and Delacroix (Crippen & Landru, 2008).
Su novela gráfica realizada con Steve Stiles'  Las Aventuras del professor Thintwhistle y su increíble éter volador, publicadas en Heavy Metal, es considerada precursora del steampunk.

#### Novelas
- ‘’Un millón de siglos’’ 1967
- ‘’Vuelan las sagradas locomotoras’’ 1971
- ‘’Dentro del éter’’ 1974
- ‘’ La grieta en el cielo’’ 1976
- ‘’Mundoarena’’ 1976
- ‘’Lisa Kane ’’ 1976
- ‘’El hombre trino’ 1976’
- ‘’La espada del demonio’’ 1977
- ‘’El retorno de la calavera’’ 1977
- ‘’El blues de la guerra espacial’’ 1978
- ‘’El libro de Lovecraft’’ 1985
- ‘’La ciudad eterna ’’ 1988
- ‘’La historieta asesina’’ 1988
- ‘’Las aventuras del profesor Thintwhistle y su increíble éter volador’’ 1991
- ‘’El auto asesino’’ 1992
- ‘’La chica asesina’’ 1995
- ‘’Cuentos de Claremont’’ 2001